# 木沢村立坂州小学校
木沢村立坂州小学校（きさわそんりつ さかしゅうしょうがっこう）は、徳島県那賀郡那賀町（閉校当時は、木沢村）坂州字向エにあった公立小学校。
児童数の減少などの理由で1973年3月31日をもって閉校し、同年4月1日に坂州小学校と沢谷小学校が合併して木沢村立木沢小学校（現那賀町立木沢小学校）になった。2014年4月1日に木沢小学校が休校した。。

## 沿革
- 1896年（明治29年） - 創立。
- 1968年（昭和43年）
  - 3月31日 - 児童数の減少により木頭名分校廃校。[2]。
  - 4月1日 - 木頭名分校を統合。
- 1973年（昭和48年）
  - 3月31日 - 児童数の減少により廃校。
  - 4月1日 - 坂州小学校と沢谷小学校が合併して木沢小学校になった[1]。

## 木頭名分校
木頭名分校（きとうみょうぶんこう）は、徳島県那賀郡那賀町（閉校当時は、木沢村）木頭名にあった公立小学校分校である。1968年3月31日廃校。1～2年生が通った。校舎は1棟。校庭跡は茶畑になった。教員宿舎と手洗い場は残っている。
所在地
- 〒771-6102 徳島県那賀郡那賀町木頭名

通学区域
- 那賀町木頭名